# Veet
Veet, antes llamado Neet y Immac, es una marca canadiense de productos depilatorios químicos de venta internacional, el fabricante propiedad de la empresa anglo-holandesa de bienes de consumo Reckitt Benckiser. Bajo esta marca se producen cremas, mousses y geles depilatorios y ceras. Anteriormente ha creado productos similares bajo los nombres de Neet e Immac.
Los productos de depilación de Veet contienen ácido tioglicólico y hidróxido de potasio. Estos ingredientes reaccionan para generar el tioglicolato de potasio químico depilatorio, que según la empresa, aumenta la pérdida de pelo. El efecto es romper los enlaces disulfurosos de las moléculas de queratina en el cabello. Esto reduce la resistencia a la tensión de la queratina tanto que el pelo puede ser limpiado.

## Historia del producto
Anteriormente llamado "Neet", el producto de depilación fue fabricado por la Compañía Farmacéutica Hannibal y registrado como marca comercial en 1919 en Canadá y en 1922 en los Estados Unidos. 
La marca registrada para Neet fue recogida por la American Home Products Corporation en 1958. Neet fue entonces transferida a su actual titular, Reckitt Benckiser (entonces llamado Reckitt & Colman (Overseas) Ltd.).
El nombre Veet se estableció en 1922 en el Reino Unido, vite significa "rápidamente" en el idioma francés. El nombre se utilizó en algunos países europeos, pero no se usó universalmente. Por ejemplo, mientras que el producto se vendió como Veet en Francia, el producto se vendió en Canadá y Estados Unidos como Neet hasta 2002, cuando el nombre Veet se utilizó comercialmente por primera vez en esos países.

## Publicidad
Veet se anunció en el decenio de 1920 (entonces conocido como Neet) como un producto que era "más rápido que el afeitado", se llamaba "la crema depilatoria lista para usar", y se vendió inicialmente por unos cincuenta centavos (moneda de los Estados Unidos) en los Estados Unidos.
Las campañas publicitarias más recientes han utilizado a estudiantes universitarios como portavoces de sus productos comentarios políticos, como los anuncios de "No More Bush" después de las Elecciones Presidenciales de Estados Unidos de 2008.
Algunos anuncios de Veet han sido controvertidos.  Un sitio web de prueba del producto en Francia ofendió a algunos usuarios en línea al afirmar que el producto era "bueno para el coño". Un representante de Veet se dirigió a la situación diciendo: "Queríamos crear una campaña publicitaria un poco humorística y poco convencional... no queríamos escandalizar, pero no somos expertos en eso".  El gerente informó que hubo varias quejas sobre el sitio web, y fue retirado para no "empañar la imagen de la marca."
En abril de 2014, Veet publicó varios anuncios controvertidos. Estos fueron mal recibidos por los medios sociales, atrayendo amplias críticas por su poco amable representación de las mujeres sin afeitar como masculinas.